# Hermione Granger
Hermione Jean Granger é uma personagem fictícia na série Harry Potter de J. K. Rowling. Aparece pela primeira vez em Harry Potter e a Pedra Filosofal, como uma nova estudante em direção a Hogwarts. Depois de Harry e Rony a salvarem de um trasgo de montanha no banheiro feminino, torna-se a melhor amiga deles e costuma usar seu raciocínio rápido, lembrança rápida e conhecimento enciclopédico para ajudar em situações terríveis. J. K. Rowling afirmou que Hermione se assemelha a uma jovem garota, com sua insegurança e medo de falhar.
A personagem foi imensamente popular. A versão de Hermione interpretada por Emma Watson durante os oito filmes de Harry Potter desde Harry Potter e a Pedra Filosofal em 2001 até Harry Potter e os Talismãs da Morte - Parte 2 em 2011, foi eleita a melhor personagem feminina de cinema de todos os tempos em uma pesquisa realizada por profissionais de Hollywood pela The Hollywood Reporter em 2016.

## Características
Hermione Jean Granger é membro da casa Grifinória nascida trouxa, que se tornou a melhor amiga de Harry Potter e Ron Weasley. Nasceu em 19 de setembro de 1979 e quando tinha quase doze anos começou a frequentar Hogwarts. É uma aluna que se destaca academicamente e é descrita por J. K. Rowling como "muito lógica, correta e do bem". Os pais de Hermione são dois dentistas muggles, estão confusas com as diferenças de sua filha, mas "muito orgulhosos por ela do mesmo jeito". Eles conhecem o mundo bruxo e visitaram o Beco Diagonal com ela. Hermione é filha única.
Rowling classifica a personagem de Luna Lovegood como "anti-Hermione" já que elas são muito diferentes. A principal inimizade de Hermione em Hogwarts é Pansy Parkinson.
Rowling começou a personagem de Hermione com várias influências autobiográficas "Eu não pretendia que Hermione gostasse de mim, mas ela é... ela é um exagero de como eu era quando jovem". Lembrou ter sido chamada de "um pouco de tudo" na sua juventude. Além disso, afirmou que não é muito diferente de si mesma, "quando se é um pouco insegura e um grande medo de falhar", ela pode ser usada como forma de explicar o universo de Harry Potter. Rowling também começou a resgatar uma consciência feminista com Hermione, "quem é a bruxa mais brilhante de sua idade" e uma "personagem feminina muito forte".
O primeiro nome de Hermione foi retirado da personagem de William Shakespeare, The Winter's Tale, embora Rowling tenha dito que os dois personagens têm pouco em comum. Rowling disse que queria que seu nome fosse incomum, pois se menos garotas compartilhassem seu nomes, menos garotas se sentiriam incomodadas por ele e parecia que "um casal de dentistas, que gostam de provar o quão inteligentes são... deu a ela um nome incomum que ninguém poderia pronunciar". Seu sobrenome originalmente era "Puckle", mas Rowling sentiu que o nome "não combinava com ela" e optou pelo menos frívolo Granger.

## Desenvolvimento ao longo dos livros

### Harry Potter e a Pedra Filosofal
A primeira aparição de Hermione é em Harry Potter e a Pedra Filosofal quando ela conhece Harry e Ron no Expresso de Hogwarts, quando ela percebe a inabilidade para a performance do último em transformar seu rato em amarelo. Ela prova o quanto sabe, declarando que memorizou todos os livros de cor e executando o feitiço "oculus reparo" em Harry para consertar seu óculos quebrado. Ela constantemente irrita seus colegas com seu conhecimento, então Harry e Ron inicialmente a consideram arrogante, especialmente depois dela criticar a invocação do Feitiço Leviosa. Eles a detestam de coração até que conseguem a resgatar de um troll (trasgo) montanhês, quando ela fica agradecida que ela mente para os proteger de uma punição, conquistando assim sua amizade. O talento de Hermione para a lógica mais tarde permite que o trio resolva um quebra-cabeça essencial para recuperar a Pedra Filosofal.
Hermione é o cérebro por trás dos planos de entrar no lugar onde a Pedra está escondida. Ela responde à cautela de Harry com o Professor Severus Snape e também suas suspeitas sobre ele. Ela revela a Harry e Ron que ela pesquisou muito na biblioteca, que ajudou a derrotar a Armadilha do Diabo e a descobrir a lógica das poções.
Rowling disse em seu site que ela resistiu aos pedidos dos editores para remover a cena do troll, afirmando que "Hermione é muito arrogante e irritante na parte inicial de Pedra Filosofal que eu realmente senti que precisava de algo (literalmente) enorme para uni-la com Harry e Ron".

### Harry Potter e a Câmara Secreta

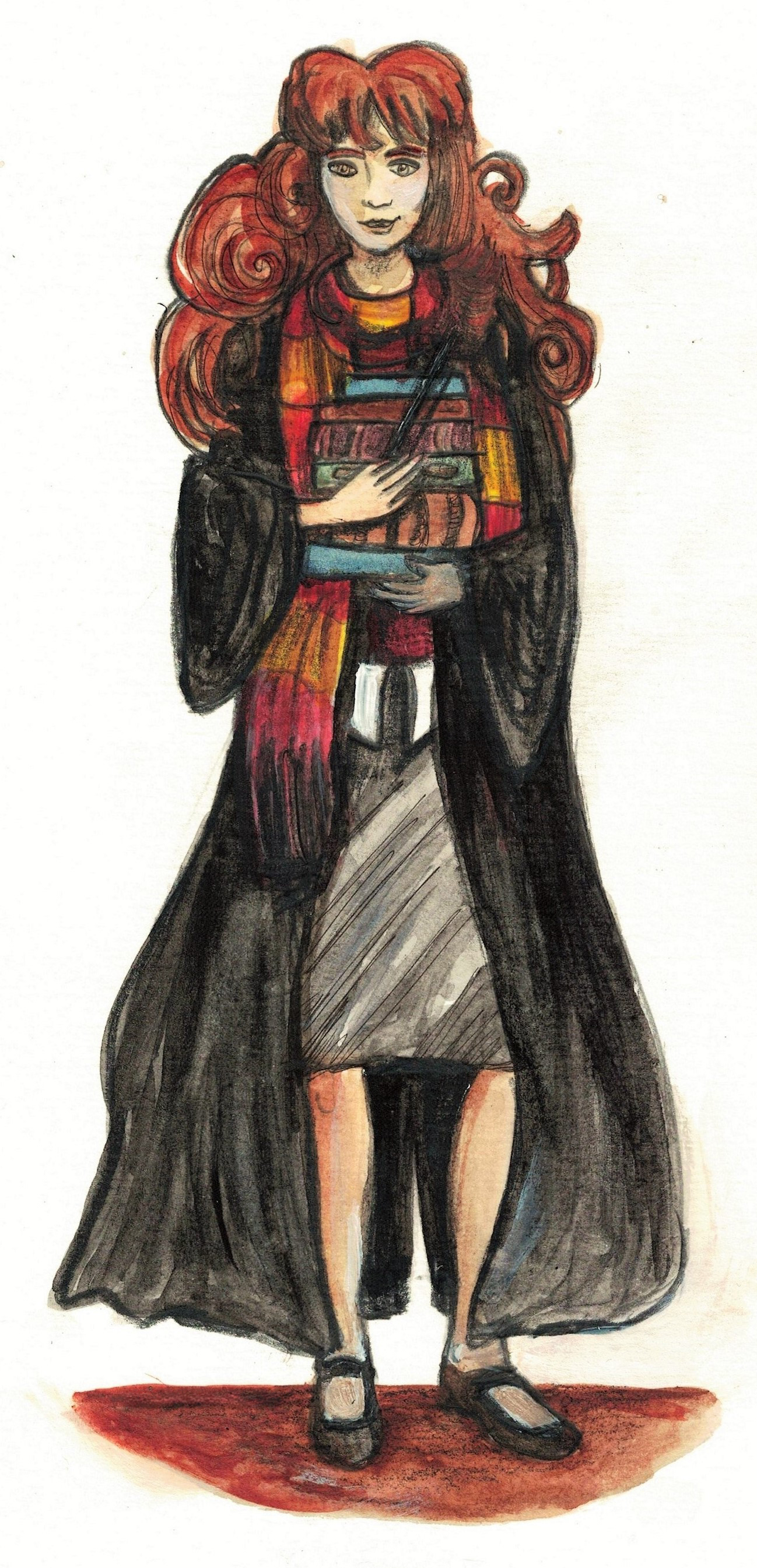
Fanart da personagem feita por Mademoiselle Ortie.

Hermione tem um interesse no professor de Defesa contra as Artes das Trevas, Gilderoy Lockhart, pois ele havia escrito todos os livros necessários para a Defesa Contra as Artes das Trevas em Harry Potter e a Câmara Secreta. Durante um confronto pela manhã entre as equipes de Quadribol de Grifinória e Sonserina, uma briga quase ocorre depois de Draco Malfoy a chama de "Sangue ruim", um insulto para um bruxo nascido trouxa quando ela defende o time de Quadribol de Grifinória. Ela faz a Poção Polissuco necessária para disfarçar o trio entre o grupo de Draco para se obter informações sobre o Herdeiro de Sonserina que reabriu a Câmara Secreta. No entanto, ela acaba por não ajudar Harry e Ron na investigação depois de coletar o cabelo na veste da estudante de Sonserina, Millicent Bulstrode, que era de gato, adotando sua aparência em sua forma humana. Hermione é Petrificada pelo basilisco depois de identificar com sucesso a criatura em suas pesquisas na biblioteca. Apesar de estar incapacitada na área hospitalar, as informações que ela obteve foram cruciais para Harry e Ron terem sucesso em sua missão para desvendar o mistério da Câmara Secreta. Hermione é revivida depois de Harry matar o basilisco, mas ela fica perturbada ao descobrir que todos os exames de final de ano haviam sido cancelados como um presente da escola.

### Harry Potter e o Prisioneiro de Azkaban
Hermione compra um gato chamado Bichento, que persegue o rato de estimação de Ron, Perebas. Antes do início do semestre, a professora McGonagall secretamente revela a Hermione o Vira-Tempo, um dispositivo que permite voltar no tempo e lidar com seu horário pesado de aula. Muito tensão entra em jogo entre Hermione e seus dois melhores amigos; Harry está furioso com ela porque ela contou a McGonagall que ele recebeu uma Firebolt, que foi confiscada para ser inspecionada por traços de magia negra. Ron está bravo porque ele acredita ser Bichento o responsável pelo desaparecimento de Perebas, enquanto Hermione sustenta ferozmente que seu gato é inocente.
Enquanto Remus Lupin se torna o professor das aulas de Defesa Contra as Artes das Trevas, Snape classifica ela como "irritante sabe tudo" e aplica penalidades a Grifinória depois que ela fala inesperadamente sobre descrever um lobisomem quando ninguém mais o faz. Ela corretamente deduz o segredo de Lupin depois de terminar a tarefa de casa de Snape. Bichento é a prova vital para expor que Perebas é Pedro Pettigrew, um amigo de Tiago Potter e Lilian Potter, que revelou seu paradeiro a Lord Voldemort na noite de seus assassinatos, e foi capaz de acusar Sirius Black da morte dos Potter. O Vira-Tempo auxilia Hermione e Harry a resgatarem Sirius e o hipogrifo.

### Harry Potter e o Cálice de Fogo
Hermione fica terrivelmente horrorizada com a crueldade que os elfos-domésticos são tratados e cria a F.A.L.E., o Fundo de Apoio à Liberação dos Elfos, com um esforço para obter direitos básicos para eles. Ela é cortejada pelo prodígio do Quadribol Búlgaro, Viktor Krum, que veio participar o Torneio Tribruxo. A pronúncia correta de seu nome é demonstrada na trama quando ela ensina para Krum; o melhor que ele fala é "Herm-own-ninny", mas ela não tem problemas com isso. Ela depois tem um discussão com Ron depois de ele acusar ela de "confraternizar com o inimigo" sobre sua amizade com Krum. No livro, Hermione os sentimentos de Hermione em relação a Ron são sugeridos que ela diz que Ron não consegue a ver "como uma menina", mas Krum consegue. Ela apoia Harry no Torneio Tribruxo, ajudando ele a se preparar para cada etapa. No fim do segundo desafio, Krum pede que ela o visite no verão na Bulgária, mas ela recusa educadamente. Perto do final do torneio, ela para a fraudulenta repórter e Animago não registrado, Rita Skeeter, que tinha publicado uma matéria difamatória sobre Hermione, Harry e Hagrid durante o Torneio Tribuxo, mantendo sua forma de animago (um besouro) preso em uma jarra. Neste filme a personagem tinha por volta dos 14 anos segundo a saga.

### Harry Potter e a Ordem da Fénix
Hermione torna-se monitora da Grifinória junto com Rony e vira amiga de Luna Lovegood, mas sua amizade somente tem início após Hermione classificar a publicação do pai de Luna "The Quibbler's(O pasquim, na versão brasileira)só tem bobagens, todo mundo sabe disso". Ela também critica a colega de casa Lilá Brown por acreditar nas alegações do Profeta Diário contra Harry que está inventando histórias do retorno de Voldemort. Rony e Hermione passam a maior parte do tempo brigando, provavelmente devido aos crescentes sentimentos românticos de um contra o outro, mas eles continuam sendo leais a Harry. Depois, a nova diretora, Professora Umbridge, tenta banir O pasquim de Hogwarts. Mas seus esforços tornam-se me vão depois da entrevista de Harry sobre o retorno de Voldemort que se espalha rapidamente pela escola. Uma mudança começa na série quando Hermione tem a ideia de Harry secretamente ensinar magia defensiva para um pequeno grupo de estudantes que desafiam as ordens do Ministério da Magia para ensinar somente os princípios básicos somente através de livros didáticos, sem aulas práticas. Hermione recebe uma resposta inesperada, quando o grupo torna-se a Armada de Dumbledore. Ela se envolve na batalha do Depatarmento de Mistérios e é ferida seriamente por um feitiço do Comensal da Morte Eater Antonin Dolohov, mas ela se recupera, graças aos cuidados da Madame Promfrey.

### Harry Potter e o Enigma do Príncipe
O novo professor de Poções Horace Slughonr e Harry e Hermione se tornam "rivais" em poções, pois Harry a supera em primeira da sala, graças a um livro de poções com antigas anotações , e o professor Slughonh convida Hermione para se juntar ao seu "Clube do Slug" (por Harry tê-la elogiado para o professor) e ela ajuda Rony a manter sua posição no time de Quadribol da Grifinória quando ela lança um feitiço de confusão em Cormac McLaggen, fazendo com que ele não consiga fazer sua última defesa durante os testes de goleiro. Hermione continua com os seus sentimentos aumentando em relação a Rony e ela decide fazer uma mudança, convidando-o para a Festa de Natal de Slughonr, mas ele começa um relacionamento do Lilá em retaliação por acreditar que Hermione tenha beijado Krum anos antes. Ela tenta se vingar namorando McLaggen na festa de Natal, mas seu plano dá errado e ela o abandona no meio da festa. Rony e Hermione continuam brigando continuamente um com o outro até ele sofre um envenenamento quase fatal por hidromel contaminado, o que a assusta o suficiente para se reconciliar com ele. Depois da morte de Dumbledore,
 Hermione também é a única do trio a ter sucesso no teste de Aparatar.

### Harry Potter e as Relíquias da Morte
Hermione acompanha Harry na sua missão para destruir as Horcruxes restantes de Voldemort. Mas antes de partir na missão, ela busca proteger seus pais e lança um feitiço da falsa memória, fazendo eles acreditarem que são Wendell e Monica Wilkins, que tem como meta de vida se mudar para a Austrália. Ela herda a cópia de Dumbledore de Os Contos de Beedle, O bardo , que a permite decifrar alguns dos segredos das Relíquias da Morte. Ela se prepara para a partida e jornada com um Feitiço de Extensão Indetectável em uma pequena bolsa que ela pode colocar diversas coisas. O feitiço de Hermione salva Harry de Lord Voldemort e de sua cobra Nagini em Godric'Hollow, apesar do ricochete destruir a varinha de Harry. Quando ela, Rony e Harry são capturados pelos Comensais, que estão em busca dos nascidos trouxas seguindo ordens do Ministério, Hermione disfarça Harry temporariamente desfigurando seu rosto com um Stinging Jinx. Ela também tenta se passar pela antiga estudante de Hogwarts Penelope Clearwater e mestiça para evitar perseguições, mas eles são reconhecidos e levados para a Mansão Malfoy. Bellatrix Lestrange a tortura com a Maldição Cruciatus na tentativa de extrair informações sobre como Hermione, Harry e Rory conseguiram tomar posse da espada de Godric Gryffindor (quando estava supostamente no cofre de Lestangre no Gringotts). Bellatrix ordena que Griphook, o duende, examine a espada para saber se é falsa ou real. Para salvar Hermione, Harry o convence a mentir para Bellatrix que a espada é uma farsa. Quando os outros escapam da cela, Bellatrix ameaça cortar a garganta de Hermione. Esta, Harry, Ron e os outros prisioneiros são resgatados da Mansão Malfoy por Dobby.
Mais tarde, Hermione usa a Poção Polissuco para se passar por Bellatrix quando o trio tenta roubar a taça de Hufflepuff do Gringotts. Ela, Harry e Ron se juntam a Armada de Dumbledore na Batalha de Hogwarts, quando Hermione destrói a taça de Lufa-Lufa na Câmara Secreta com a presa do basilisco, eliminando outra Horcrux. Hermione e Ron também dão seu primeiro beijo durante a batalha. No final da batalha no Grande Salão, Hermione luta com Bellatrix com a ajuda de Gina Weasley e Luna Lovegood. No entanto, as três são incapazes de derrotar Bellatrix e somente param de lutar contra ela quando Molly Weasley ordena que elas se retirem.

#### Epílogo[29]
Dezenove anos depois da morte de Voldemort, Hermione e Ron tem dois filhos, Rose e Hugo. O epílogo não diz explicitamente que Hermione e Rony são casados, artigos e outros fontes, além do livro Harry Potter e a criança amaldiçoada(por J.K.Rowling,Jack Thorne e John Tiffany)consideram isso como um fato.

#### Arrependimento da Autora
Em 2014, a autora J. K. Rowling disse em uma entrevista que se arrependeu de fazer com que a Hermione e o Ron ficassem juntos no final da saga e que a Hermione deveria ter ficado com o Harry.